# Ilhabela

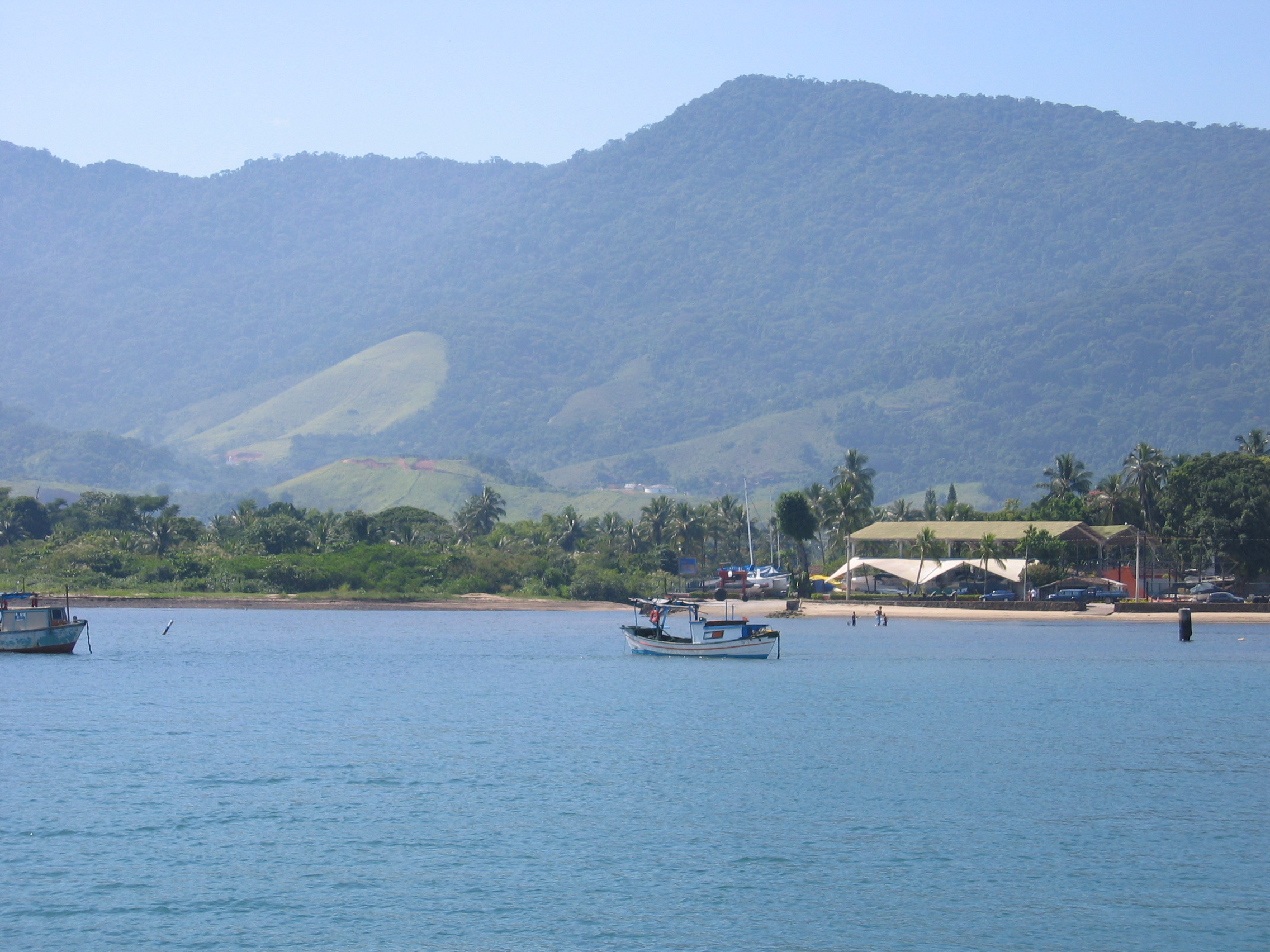
Perequestranden.

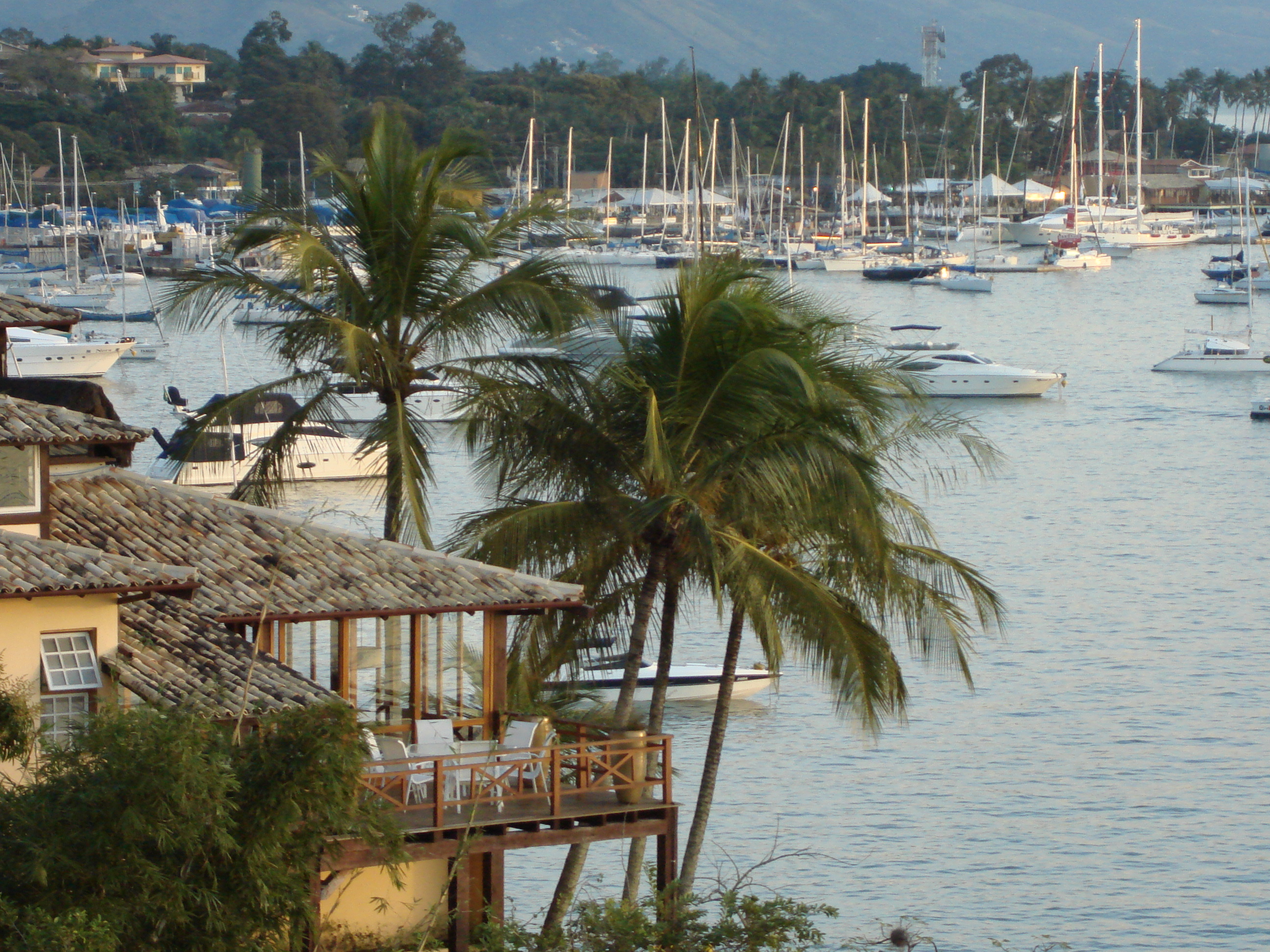
Ilhabela.

Ilhabela är en brasiliansk ögrupp utanför delstaten São Paulos kust. Ögruppens största ö heter Ilha de São Sebastião. I ögruppen ingår också de större öarna Búzios, Pescadores och Vitória samt de små öarna Cabras, Castelhanos, Enchovas, Figueira, Lagoa och Serraria. Öarna har en befolkning på cirka 30 000 invånare. Större orter i ögruppen är Ilhabela centralort och Cambaquara. 
Vid portugisernas ankomst i början av 1500-talet beboddes Ilhabela av en stam inom tupifolket. Under 1500-talet satte portugiserna upp militära stödjepunkter på São Sebastião-ön.
Ilhabela är ett populärt turistmål, inte minst för segling och dykning.

## Administration
Den största delen av ögruppen administreras som en gemensam kommun, Ilhabela. Området Barra Velha, som är belägen på den västra delen av Ilha de São Sebastião, tillhör dock kommunen São Sebastião (som i huvudsak breder ut sig på andra sidan sundet, på fastlandet). 